# 대한민국 아파트의 역사
대한민국 아파트의 역사는 대한민국 산업화 및 도시화와 더불어 시작하였다. 도시화로 인구가 도시로 밀집하여 주택 부족 문제가 발생하자 이를 해결하는 건물로 아파트를 지었다. 대한민국에서 아파트는 건축법상 5층 이상 공동주택이다. 대한민국 최초 아파트는 1930년 미쿠니 아파트이고, 해방 이후 최초의 아파트는 1959년 중앙산업(주)이 지었던 '종암아파트'이다.

## 18세기 중반 산업 혁명 ~ 20세기 중반
18세기 중반 산업 혁명은 급격한 도시화로 열악한 주거환경, 노동자 착취, 삶의 질 하락과 공해, 질병 등의 문제를 낳았다. 노동자 주택의 열악성을 파악했던 영국 정부는 18세기 후반 도시계획법을 만들었다. 19세기에 이르러 산업혁명에 따라 프랑스 정부도 노동자와 빈민에 대한 주거 구제대책을 논의하였지만, 당국에서 이렇다할 방법을 내놓지 못했다.
그 가운데 세계적 건축가이자 도시계획가인 르 코르뷔지에는 프랑스 빈민 주거 구제에 관한 대안으로 1922년 처음 선을 보인 "현대 도시"(Ville Contemporaine)계획안, 그리고 그의 브와종 계획안을 내놓았으나, 당시 일부 건축가 및 프랑스 정부와 문화가에게는 호의적인 선택이었지만 1940년대에 들어와서는 문화성이 없는 공동주택, 미래도시에 관한 터무니없는 문화성 제고가 일체없는 건축이라 경멸하는 정도로 그 안은 채택되지 못한다.
그러나 그의 계획안은 절대적으로 많은 건축가들의 참고로도 쓰였으며 이후 그의 계획안은 마르세이유에서 실현이 되었으며 많은 아파트가 건설되었으나 문제점을 일으키며 몇몇 프랑스의 외곽지역은 아파트에서 범죄가 일어나기도 했고, 1980년대 후반까지는 갱단, 빈민가의 주거선택의 일환이 되었다.
그러니 당시 1922년 뷔제의 계획안은 일본과 식민지 조선의 건축가들에게도 상당한 영향을 주게 되며 해방 이후 전쟁으로 살 땅이 좁아지면서 대한민국은 아파트 문화가 정착하기 시작하여 지금까지 이르고 있다.

## 대한민국 아파트의 등장

### 공동주택의 발현
대한민국처럼 고속성장을 거듭했으며 거대 도시들에 인구가 집중되어 있는 나라에서 아파트는 도시개발사의 초창기부터 증가되어야 할 주거용 건축 양식으로 간주되어왔다. 상업 및 업무용 고밀도 건축의 경우 그 시초가 세운상가와 낙원상가였다면, 주거용 고밀도 건축의 시초는 1964년 서울특별시 마포구 도화동 마포아파트였다.

### 미쿠니아파트
1930년, 한 공동주택이 회현동에 세워졌다. 일반 사무실이나 백화점은 그 이전에도 고층 건물이 있었지만 주택을 3층으로 올린 것은 이례적이었다. 더욱이 한 건물에 한 세대가 아닌 여러 세대가 함께 거주하는 '공동주택' 개념은 당시에는 전 세계적으로 매우 생소했다. 경성 미쿠니상사는 1935년 더욱 진보된 건축 기술로 내자동에 또 하나의 관사(아파트)를 짓는다. 이 건축물에 대해서는 더 많은 정보가 전해진다. 회현동 관사는 벽돌로 지었으나 이 아파트는 콘크리트 자재를 썼고 4층 높이에 외관도 현대식으로 설계됐다. 평면 구조는 4개의 다다미 방과 부엌, 화장실을 갖추었고 개별 난방을 제공했다. 제법 현대식 아파트의 면모를 갖추고 있었던 셈이다. 하지만 아파트 건물 안에 공동화장실과 식당, 오락실 등 각종 부대시설을 갖추고 있어 `관사`의 한계를 벗어나지 못했다.

### 충정아파트
1932년 조선주택영단은 여러 가지 주택 유형을 연구하기 위하여 대한민국에 여러 대안을 실현하게 된다. 그 중 하나가 르꼬르 뷔제의 대안이기도 했으며, 일전에 산업혁명에서 양산화된 아팔타멘토의 건축이 하나 둘씩 대안으로써 쓰였는데 그것이 바로 충정로에 남아있는 5층짜리 충정아파트이다. 초창기 건물소유주 토요다(豊田)씨의 이름을 따 한국식 발음인 풍전아파트로 개칭되었으나 혼용하다가 유림아파트로 바뀐다. 6.25 전쟁당시 인민군 재판소로 활용되어 지하실에서 처형소로도 쓰이고 그 뒤 유엔군호텔로 매입되었다가 아파트로 용도를 변경하였다. 1979년 도로확장으로 인해 1/3이 철거되고 지금의 충정로 아파트로 보수를 거쳐 지금도 남아 있다. 서울특별시청의 서울미래유산에 선정되어 단계적 매입에 들어가고 있으며 문화공간으로 활용할 계획이다. 또한 미쿠니아파트가 관사로 지어진 것에 반해 충정아파트는 대한민국 첫 임대아파트이다. 또한 시설도 처음으로 아파트에 맞는 형식으로 건설되어서 많은 사람들이 충정아파트가 국내 최초의 아파트라고 한다.

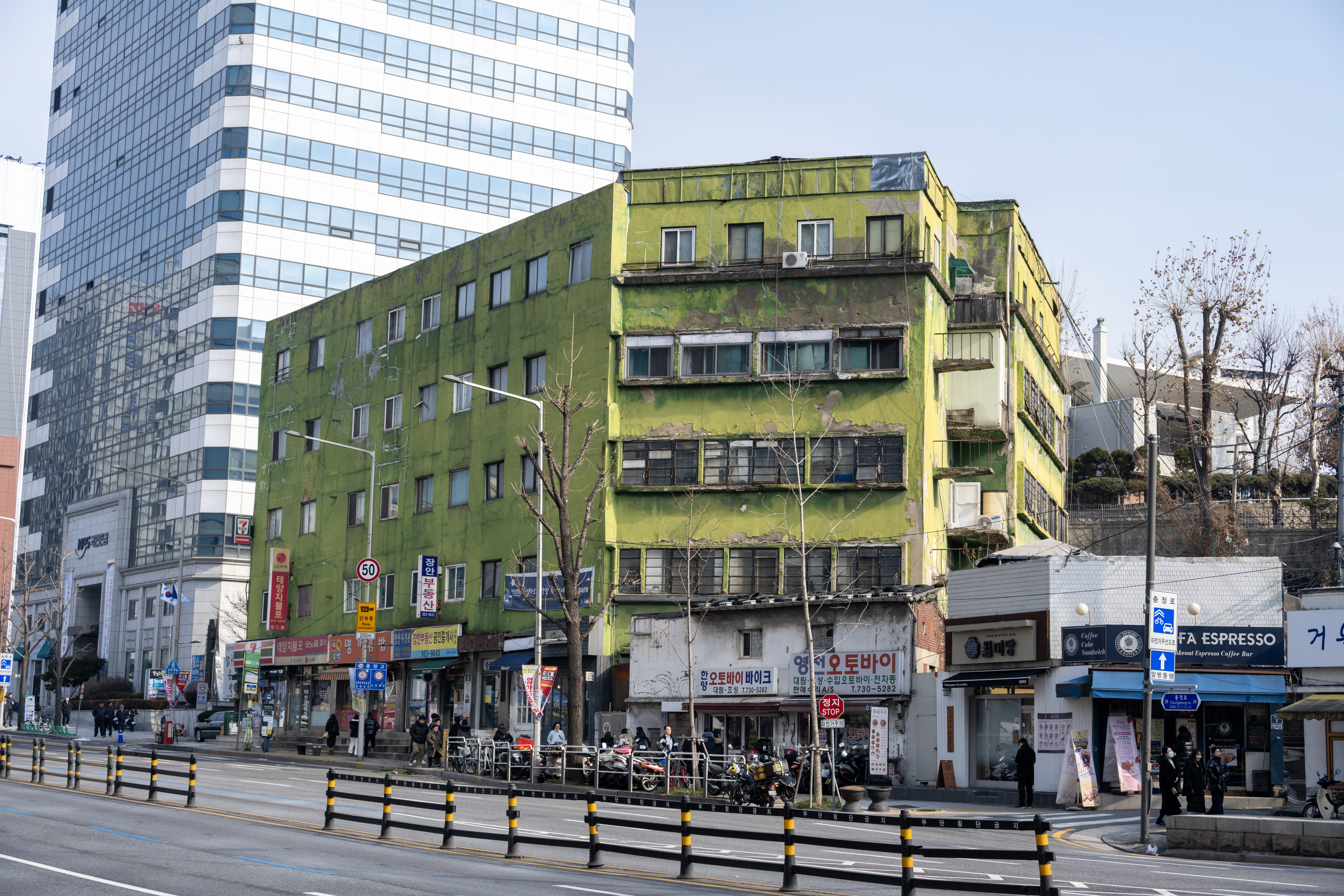
2024년의 충정아파트

### 청풍장-소화장아파트
1941년과 1944년에 부산토지공사가 지은 청풍장-소화장아파트는 부산광역시에 지어진 최초의 4층 짜리 아파트이다. 초기에는 아파트와 부산광역시청 겸용으로 지었으나 이후 건물 전체가 아파트로 사용되었으며 부산 최고의 공동주택이었는데 1980년대까지 외관은 아주 노후해서 놀라고, 안에 들어가면 넓어서 또 놀라고, 그리고 집주인이 부자라서 놀라서 세 번 놀란다는 말까지 생길 정도로 당시 최고급 아파트라는 것을 인증했다. 그러나 1996년 안전진단에서 D등급을 판정받았으나 부지가 작아 재개발이 시행되지 않고 있다. 그러다가 문화재청이 등록문화재로 지정하려고 부산광역시에 알리면서 관심이 커졌으며 문화유산으로 지정은 되지 않았지만 부산광역시의 근대문화유산으로 지정, 보존을 추진하고 있다.

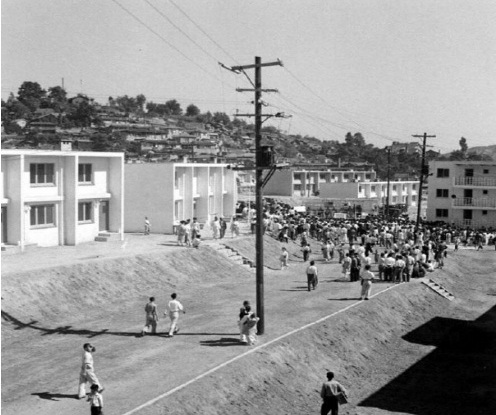
한미재단주택의 인수식

### 한미재단주택
한국 전쟁이 휴전되고, 1956년에 서울 종로구 행촌동에 한미재단주택이 지어졌다. 한미재단주택에는 대한민국 건설부가 수입한 조립식 자재도 사용된 바 있다. 행촌아파트는 이 한미재단주택의 일부이다. 2층 연립주택 11동 52가구, 단독주택 11가구와 함께 지어진 3층짜리 아파트 3개동 48가구였다.

### 종암아파트
1957년 중앙산업에서 종암아파트 3개동을 건축했다. 종암아파트는 해방 이후 최초로 지어진 아파트이며, 최초로 우리 손에 의해 지어진 아파트였다. 또한 최초로 수세식 화장실을 도입한 아파트이기도 하다.

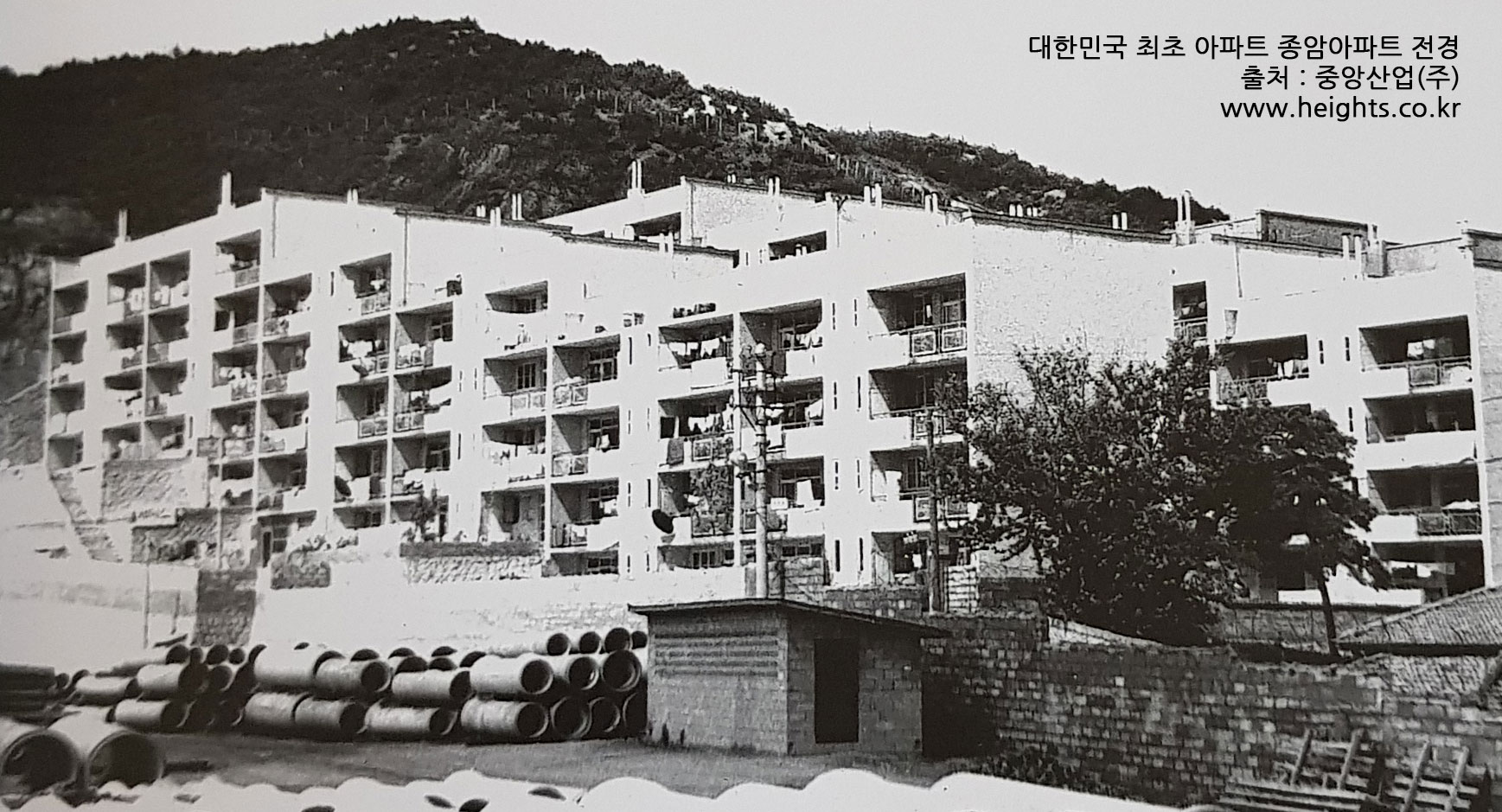
대한민국 최초 아파트인 종암아파트 전경

이승만 대통령이 직접 낙성식에 참관할 정도로 당시 한국 건축계에서는 꽤 주목되는 건축물이었다. 이 건물에서 최초로 '아파트먼트 하우스'라는 명칭이 소개되었고, 이후 아파트라는 말로 굳어지게 되었다.

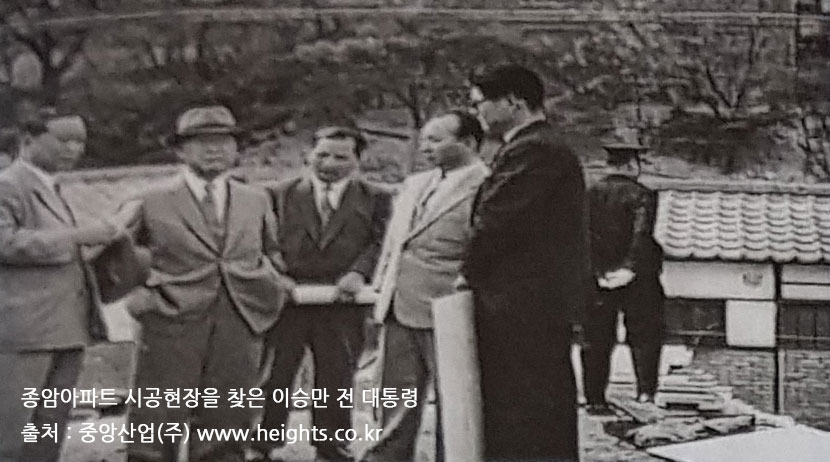
종암아파트 시공현장을 찾은 이승만 전 대통령

### 마포아파트
이 아파트는 1961년 10월에 착공하여 1964년 11월 30일 1, 2차 공사가 완성되었다. 대한주택공사가 직접 주도한 건축으로서 고밀도 건축인 아파트에 대한 인식을 바꾸기 위한 것으로 기획되었다.
본래 1962년 말 완공 예정이었고 10층 11개동, 총 1158호를 건설할 계획이었으나 주변 기관의 반대로 6층으로 낮아졌다. 이는 엘리베이터 가동용 전기와 건설비용을 절약하기 위한 것이었다. 철근 콘크리트 건축이었으며 입식 생활 방식을 지향한 내부 구조를 택했다.
2차 아파트는 최초의 계단실형 아파트로 건축되었다. 이 방식은 복도를 통해 일어날 수 있는 사생활 침해를 최소화할 수 있고 또한 복도식에선 복도 등으로 활용해야만 하는 옥외공간을 가구 안으로 흡수할 수 있는 구조를 제공했다. 내진설계까지 적용되어 당시로서는 최고 수준의 주택건축이었다. 건폐율 11%, 용적률은 87%에 불과했다. 때문에 1992년에 이 아파트 단지는 재건축되었고 그 자리에는 마포 삼성아파트가 들어서 있다.
특기할 만한 것은 이 아파트의 주민들이 입주한 지 채 1년이 되지 않은 상태에서 철조망을 두른 높은 담을 단지 주위에 요구, 설치했다는 점이다. 이는 주변지역이 당시 지속적으로 프롤레타리아트 인구가 유입되던 구시가라는 점뿐만 아니라 당시의 마포아파트가 주변지역 어디서나 눈에 잘 띄는 높은 건물이었기 때문이기도 했다. 이 사례는 거대하고 높은 건축물이 지니는 상징성이 어떤 효과를 지니는지에 대한 논의에서 자주 언급된다.

## 중앙정원형 아파트의 등장

### 동대문아파트
동대문아파트는 1965년에 완공된 7층짜리 중앙정원형 아파트이다. 50년전만 해도 고급아파트였던 동대문아파트는 국내 최초로 중앙정원 방식을 적용했다. 이 방식은 지붕이 없는 형식으로 이후 대한주택공사의 건축의 기본이 된다. 고급아파트를 바로 이때부터 짓기 시작하여 이후에는 정부가 지원하는 외인아파트 시공도 담당한다. 또한 아파트의 고급화를 유지하기 위해 주민들이 물건을 복도에 내놓는 것을 철저히 경비실에서 금지하기도 했다. 1993년 안전진단에서 C등급을 이후 그 뒤로도 계속 중앙정원 굴뚝 부분이 전도될 위험이 있다는 우려가 있었으나 후원기업을 찾아 보강공사를 하여 현재는 B등급으로 남아있다. 서울특별시에 현존하는 아파트 중에 2번째로 오래된 동대문아파트는 충정아파트와 함께 서울속 미래유산 1000선으로 선정하려 하였으나 예산 부족으로 무산되고, 창신숭인 뉴타운 지구에 포함시켜 재개발하려 하였으나, 이것 역시 무산되었다. 이후 서울특별시는 동대문아파트를 다시 서울미래유산 후보로 올려 미래유산 아파트로 선정되었다.

### 정동아파트
정동아파트는 1965년 대한주택공사가 서울특별시 중구 정동 18-1번지에 지은 중정형아파트이다. 대한주택공사는 동대문아파트에 이어 두번째로 고급아파트를 중구에 지었으며 거의 동대문아파트와 같은 시기에 착공되었다. 정동아파트 또한 고급아파트로 지어졌다. 최근에 리모델링을 한 덕에 건물 외관은 상태가 좋으며  역사적인 가치로 인해 서울미래유산으로 지정되었다.

## 주상복합 아파트의 등장

### 세운상가
1967년 세운상가가 지어졌다. 세운상가는 세계의 기운을 가진다는 뜻으로, 일제강점기에 공습을 대비하여 소개(疏開)된 지역에 광복 이후 불법 판자촌이 들끓는 것을 보고 당시 불도저시장으로 불리던 김현옥 시장이 주도하여 김수근 건축가가 설계한 대한민국 최초의 주상복합아파트가 탄생하였다. 종로구 종로3가 175-4번지에 있는 세운상가는 당시 재력가나 정부 고위인사 등이 거주하였으며 상가는 1970~1980년대 당시 전자산업의 메카로 불렸다. 삼보컴퓨터가 설립된 곳으로도 유명하다. 세운상가는 강남 개발과 용산전자상가의 설립으로 슬럼화가 진행되어 2008년 서울특별시가 녹지사업의 일환으로 현대상가를 철거하였으나 부동산시장의 침체로 인하여 나머지 철거계획은 백지화되었으며 정상영업을 하고 있다. 서울특별시는 세운상가를 공원화하는 계획을 세우고 있다.

### 낙원상가
1968년 완공된 낙원상가는 아파트와 상가가 있는 주상복합 건물 아래에 도로가 있는 형식으로 지어졌다. 특히 1980~1990년대에 아마추어 악기사들이 낙원가에 모여들여서 현재는 세계 최대의 악기 전문 상가로 기네스북에 등재되어 있다. 부대시설로는 영화관도 있으며 슈퍼마켓도 있다. 한때 철거론도 있었으나 서울시는 낙원상가를 문화공간으로 활용하기로 확정하였으며 미래유산으로 선정하였다.

## 외인 아파트의 등장

### 힐탑아파트
1967년 용산구 한남동 힐탑아파트는 당시 선진 기술을 전수받기 위해 우리 정부와 기업이 초청한 외국인들의 거주시설로 지어졌다. 당시 외국 기술자들은 경제발전에 꼭 필요한 존재였기에 최고급 대우를 해주어야 했다. 짧게 머무는 외국인 사업가들은 시내의 조선호텔과 도뀨호텔, 코리아나호텔에서 묵었지만 장기 체류하는 대사관 직원과 상사 주재원들은 호텔에서  머무는것 보다 전용주택을 따로 짓는 것이 더 나았다. 그리하여 정부는 외국인 전용 공동주택을 건설해야 했다. 이런 필요성에서 탄생한 첫 외인아파트가 바로 서울 용산구 한남동에 위치한 힐탑아파트 국내의 아파트 최초로 엘리베이터가 등장하였고 집에서 전화를 받을 수 있는 자동식 전화가 설치되었다. 통조림스프와 감자칩, 스파게티 등의 서양식 음식도 힐탑아파트 내의 외국인전용 매점에서 살 수 있었다. 지상 11층짜리 힐탑아파트는 우리나라 첫 고층아파트라는 수식어를 지니고 있다. 대한주택공사는 일본 다이세이(大成)건설에서 빌린 100만 달러어치 철근과 목재를 이용해 주택공사가 소유하고 있는 한남동 땅에 아파트를 건립하기로 하였다. 1967년 3월 공사를 시작한 후 1년 7개월만에 지하 1층, 지상 11층 120가구 규모의 고층 건축물이 완성되었다. 당시 옥상에는 옥상정원과 아이들을 위한 놀이터가 있었다. 당시 국내 최초로 필로티 구조(건물 전체나 일부를 기둥으로 들어올려 건물을 지상에서 분리시키는 것)를 과감하게 도입하기도 했다. 건물 외벽은 단열효과를 고려해 콘크리트로 마감했다. 꺾어진 아파트는 남향으로 쏟아지는 햇빛을 더 오래 받고 북쪽 판잣집을 가리는 일석이조의 효과를 냈다고 한다. 힐탑아파트의 내부는 당시 62~108m2(19~33평)으로 구성됐다. 방이 1개 있는 유형부터 방 3개짜리까지 종류도 다양했다. 내부는 대리석을 깐 현관으로 시작하여 양 옆으로 침실 2개와 넓은 거실 겸 부엌이 있었다. 안쪽으로는 욕실과 또 다른 침실이 있었다. 신발을 신고 다니는데 불편하지 않도록 단 높이를 맞췄고 온돌 대신 중앙 스팀난방을 적용했다. 힐탑아파트는 공간을 넓게 쓸 수 있도록 선반 등 가구 일부를 벽으로 집어 넣었다. 콘크리트로 만든 일종의 붙박이 가구인 셈이다. 또 밖으로 뚫린 발코니는 세대를 분리하면서도 이웃과 이웃을 잇는 역할을 한다. ‘대한민국아파트발굴사’에 따르면 힐탑아파트를 설계한 건축가 안병의 씨는 이렇게 회고했다고 한다.
“남측으로 난 발코니는 숨 쉴 틈 없이 돌아가는 매일의 삶 속에서 작은 탈출을 시도할 수 있는 곳이다. (중략) 햇볕을 쬐고 식사를 한다. 옆집과 나의 집 사이의 벽의 오프닝을 통해 이웃과 다양한 이야깃거리가 이루어진다. 화분을 놓거나 음식을 건네주고 받을 수도 있고 직접 얼굴을 보며 이야기를 나눌 수도 있다.”
힐탑아파트는 2003년 리모델링 후‘힐탑트레저’라는 새 이름을 얻었다. 이제는 한국인도 살 수 있지만 여전히 외국인 임대 수요가 많은 편이다. 2013년에는 서울시 미래문화유산으로 선정되었다. 보존은 자발적으로 하는 방식을 선택할 예정이다.

### 남산 외인아파트
힐탑아파트만으로는 몰려드는 외국인과 미 8군 수요를 맞추기에 부족했던 정부는 본격적으로 외인아파트 공급에 나선다. 1970년 착공해 1972년 완공한 남산외인아파트는 92.5~115.7m2(28~35평), 16,17층 규모 2개동 아파트는 온수난방 방식을 적용해 세대별로 온도조절이 가능했다. 비상시 대피하기 위해 옥상 헬리포트 시설을 설치한 첫 아파트이기도 하다. 남산기슭에 있어 어디서나 눈에 띄었던 남산외인아파트는 남산을 가로막는다는 이유로 1994년 철거됐다. 1994년 11월 20일 2개동이 먼지 속에 무너지던 발파 장면이 전국에 TV로 생중계됐다. 건설할 때에 선진 건축 기술을 선보였던 것처럼 철거 때도 첨단 철거 공법을 적용해 눈길을 끌었던 것이다. 남산외인아파트 자리에는 남산 야외식물원이 조성됐다.

## 시민아파트와 아파트의 위기

### 와우아파트
서울시는 1969년 빈민주택의 불량함을 제거하고, 환경파괴나 불법점거 등의 주택단지 등을 없애기 위해 대대적으로 와우시민아파트 건립을 추진한다. 그러나 이 기공식에 있어서 완공까지의 기간이 얼마 안된것이 화근이었으니 1969~1970 공사기간 6개월이라는 공사기간으로 부실공사라는 화를 불러일으켰다. 완공 후 입주식 당일날 총 16개 동 중 1개동인 15동 및 14동에서 누수 및 벽, 기둥에 금이 가고 흔들리는 등 여러 문제가 발생하자 가장 불안한 15동 주민을 제외한 모든 주민들을 대피시키고 대피시킨 뒤 즉시 보수에 들어갔으나 그 과정에서 15동 주민들을 대피시키지 않았다. 결국 15동은 주저 않고 폭삭 무너졌으며, 74명의 주민들 중 30명 사망, 44명의 부상자를 냈다. 이는 건축과정의 시공감독 소홀, 심지어는 그것을 방관한 민, 관의 책임이라며 구청장, 감리, 건축과장 등의 인사들을 대거  개편하였다. 한달 뒤인 1970년 4월 당시 서울시장이었던 김현옥 시장이 결국 사건의 책임을 지고 자리를 물러나게 된다. 이후에도 여러 차례의 사고가 일어나 와우아파트는 시민아파트의 정리사업으로 철거되었다.

### 회현 제2 시민아파트
회현 제2 시민아파트는 1970년에 완공되어 국내에서 마지막으로 지은 시민아파트이다. 중구 회현동1가 147-23에 위치해 있다. 지어질 당시 철거민을 위한 아파트었으나 지리적 위치가 매우 좋아 중앙정보부 요원이나 연예인들이 거주해 동대문아파트와 함께 연예인아파트라는 별명으로 유명했다. 박정희 정권의 판자촌 정리 개발계획으로 지어진 회현 제2시민아파트는 다른 시민아파트와 마찬가지로 남산의 경사진 곳에 지어졌다. 지을 때는 시민아파트로 지어졌으나 와우아파트의 붕괴로 한 층 보강하고 벽돌 등을 사용해 튼튼하여 미래에 지어질 모든 아파트의 본보기가 되라는 김현옥 시장의 지시 아래 시범아파트로 개명하지만 시민아파트로 분류했다. 특히 남산의 지형을 이용한 구름다리나 'ㄷ'자 형식의 건물 형식 등은 최근에 지어진 아파트에서는 볼 수 없는 건축방식이었다. 당시 시민아파트는 서민용이었으나 판자촌 원주민이 입주한 경우보다 연예인, 재력가, 방송 PD, 정부 고위인사 등이 더 많이 입주했고, 또 중앙청사나 방송국 근처에 위치한 지리적인 조건으로 대부분 유명인이 거주했다. 하지만 점점 노후화가 진행되어 2006년에는 외벽을 받치는 콘크리트가 서울시 건축물 안전진단에서 D등급을 받으며 재개발이 추진되었다. 그러나 입주민들의 보상문제로 재개발이 미루어 지는 사이 여러 영화 작품의 배경으로 나와 사회적 관심을 끌어 매우 유명해졌으며 동대문아파트와 함께 서울미래유산 후보로 지정되어 보존을 거칠 예정이다.

### 남아현 시민아파트
남아현 시민아파트는 1970년에 지어졌으며 다른 시민아파트에 비해 산이 아닌 평지에 있다. 건설사는 서호건설이며 당시 현대아파트와 함께 남아현동의 대표적인 아파트였으며 철거 대신 리모델링으로 현재까지 남아 있다. 이 아파트는 동대문아파트와 함께 현존하는 대표적 중앙정원 방식의 아파트이다.

## 시범아파트의 등장

### 여의도 시범아파트
여의도 시범아파트는 대한민국 서울특별시 영등포구 여의도동에 위치한 아파트 단지다. 규모는 1790세대와 24개동이고 1971년 영등포구 여의도동에 지어진 여의도 시범아파트는 국내 첫 민간인 고층아파트이자 대단지이며 최초로 여의도에 지어진 건축물이기도 하다. 건설은 삼부토건, 현대, 부국, 대림, 한국건업, 건설산업, 모양건설이 건축을 맡았다. 이전에도 시범아파트라는 명칭을 가진아파트는 존재했으나 다들 시민아파트의 개량형인 것에 반해 여의도 시범아파트는 최초의 단지형 고층시범아파트로 지어졌다. 당시 건물을 지은 배경을 살펴보면 여의도가 확장공사를 마치어 땅 분양을 하였으나 당시 여의도에 건물을 짓겠다는 사람은 한 명도 나오지 않았다. 이로 인해 여의도가 애물단지로 전락하는 것을 막기 위하여 서울시가 시범적으로 여의도에 고층 아파트 단지를 지어 보급한다는 계획을 만들어 1971년 완공되었다. 이후 서울시가 의도한 대로 여의도에 신임을 가진사람들이 늘어 수많은 증권가 건물들이 여의도에 지어졌으며 국회의사당, 국내 방송국 3사 본국과 한화그룹 소유의 63빌딩이 여의도에 지어졌다. 또한 여의도 시범아파트는 가장 대표되는 기둥식 아파트로 알려진 바 있으며 역사적 가치로 인해 서울미래문화유산에 지정되기도 했다.

## 선형식아파트의 등장

### 서소문아파트

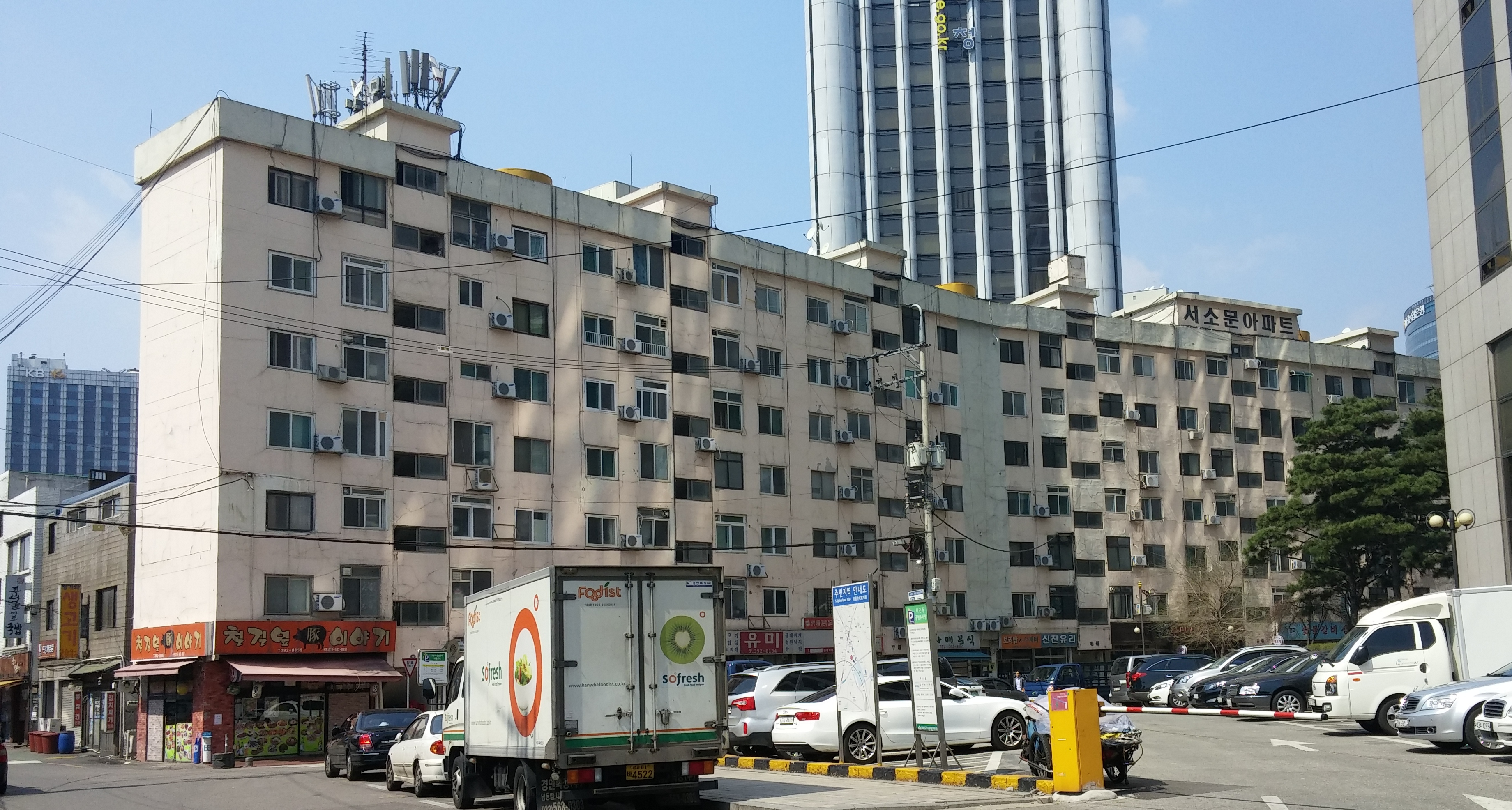
1971년에 건축된 서소문아파트. 서울 서대문구

1971년 지어져 1972년에 입주한 서소문 아파트는 서대문구 미근동에 있는 선형식 아파트이다. 1971년 만초천을 덮고 그 위로 아파트를 지어 올리면서 미근동 215번지에서 의주로2가 138번지 1 앞에 하천복개지역이라는 주소가 만들어졌다. 하천을 따라 115m 길이로 지어진 서소문아파트는 시범아파트로 알려졌으나 실은 시범식으로 만든 아파트인 단지형 시범아파트와는 형태자체가 다르다. 사실 오래된 아파트 사이에서 재건축 바람이 분 것은 꽤 됐지만 40년도 더 넘은 서소문아파트는 재건축의 시도조차 없었다. 시대가 바뀌면서 하천부지 위에는 건축물을 짓지 못하도록 건축법이 바뀐 탓이다. 아파트가 철거되면 주민들에겐 임대아파트 입주권이 주어진다. 구조는 7층 높이에 126가구 규모로 지어진 아파트는 1층이 상가로 구성됐고 2~7층까지는 아파트로 오진개발이 건축을 담당하였다. 서울시는 서소문아파트를 미래유산으로 지정하였다.

### 성요셉아파트
서울 중구 중림동 149번지 성요셉 아파트는 1971년에 약현성당이 지은 아파트이다. 형태는 선형식 아파트로서 언덕길을 따라 길게 휘어져 있다. 이로 인해 각각의 위치에 따라 저층이 달랐다. 저층부 1개층은 상가로 이용되고 있으며 저층부 다음부터 최고층인 6층까지 주거 시설로 이용되고 있으며 1개 동으로 구성된 이 아파트는 전면부에 3개의 입구가 있다. 언덕 하단부에 설치된 첫번째 입구의 경우 2층 1가구와 그 외 전층을 출입할 수 있고, 중앙 입구는 2층 일부 가구만 출입이 가능하다. 이 외의 출입구는 3층 이상 출입이 가능하다. 성요셉 아파트는 초기 약현성당이 성당 교우들에게 아파트를 제공하기 위하여 시작한 사업이지만 이후 민간에 매각됐다. 서울시는 성요셉아파트의 특이한 건물 형태로 인해 서울미래유산 아파트로 선정하였다.

## 강남개발 및 주공아파트의 등장

### 반포주공아파트
반포주공아파트는 1973년 대한주택공사가 건설한 대한민국 최초의 주공아파트 대단지이다. 22평~62평 3786가구로 지은 대단지로서 주공아파트가 강남과 더불어 대한민국을 "아파트공화국"으로 만드는데 큰 역할을 하였다. 또한 국내 최초로 복층 설계를 도입하여 6층이나 1,3,5층만 현관을 설치하였고 나머지 2,4,6층은 실내에 설치한 계단을 통하여 올라갈수 있다. 또한 지역난방시설도 설치한 최신형 아파트였다. 이후 반포주공아파트는 1단지에 이어 2단지와 3단지까지 건축하여 분양하였다. 1단지 이후에 지어졌던 반포주공 2단지와 3단지는 현재 재개발로 인하여 철거되었으나 1단지는 재개발을 기다리고 있는 실정이다. 서울시는 국내 최초의 주공아파트라는 점에서 반포주공아파트 1개동을 마을 박물관으로 조성한다는 계획을 밝혔다.

### 개포주공아파트
개포주공아파트는 1981년 현대건설이 지은 주공아파트이다. 또한 전두환 정권이 도입하였던 택지개발촉진법의 첫 사례이기도 하다. 1980년대 당시 강남개발로 인해 사람들이 강남에 몰리자 정부는 주택난을 해소하기 위하여 주공아파트를 여러 곳에 짓기로 결심한다. 이곳 중 잘 알려진 곳이 개포주공아파트와 개포시영아파트이다. 개포주공아파트는 1단지에서 7단지까지 지어졌으며 현재 재개발에 들어갈 예정이다. 서울시는 이전부터 재개발계획이 있었으나 여러 문제로 인해 미루어지다 최근 들어서 조합이 설립되는 등 재개발시행에 본격적으로 들어갔다. 하지만 서울시의 층수제한에 많은 논란이 일면서 갈등이 있었으나 현재는 용적률 300%로 동의가 된 상태로 이제 최종허가와 보상만 하면 되는 실정이다.

### 압구정 현대아파트
압구정 현대아파트는 1976년 현대산업개발에서 건설한 아파트단지이다. 강남개발이 진행되면서 강남구는 인구가 집중되면서 주거시설이 늘고 도시가 팽창하기 시작했다. 지금은 ‘강남’이라고 불리는 영동지구를 중심으로 도시 성장과 변화의 물결이 한강변을 따라 퍼져나갔다. 아파트는 고도의 경제성장과 공간 팽창을 널리 알리는 상징으로 작용했다. 엘리베이터와 수세식 화장실을 갖춘 고층 아파트는 성장의 흔적을 압축적으로 보여줬다. 1969년 만든 한남대교와 1970년 개통한 경부고속도로는 영동지구 개발과 아파트 건설의 속도를 더하여 현대산업개발에게 아파트 건설을 할 수 있는 자본을 주었다. 1975년 강남구가 탄생했고, 1976년에는 반포동 압구정동 청담동 도곡동이 ‘아파트 지구’로 지정됐다. 압구정동 현대아파트는 혁신적인 디자인이나 고급스러운 시설을 도입한 건물이 아니지만 이곳이 한국에서 손꼽히는 고급 아파트 단지로 자리 잡은 것은 1978년 7월의 특혜분양 사건 때문이었다. 당시 건설사는 ‘50가구 이상의 주택을 건설하는 사업자는 공개 분양해야 한다’는 주택건설촉진법을 무시하고 건설한 아파트의 상당수를 정부 관리, 국회의원, 대학교수 등 고위급 인사들에게 주변 집값의 50% 수준으로 특혜 분양했다. 분양과 동시에 약 5000만원의 프리미엄이 형성됐다. 분양가는 3.3m²당 44만 원. 5000만 원은 당시 현대아파트 115m² 1채의 분양가에 해당했다. 160m² 이상의 대형 아파트를 국내에 처음으로 선보인 이 아파트 이후 건설회사의 이름을 따른 아파트 이름이 유행처럼 늘어났다. 1980년대 후반에는 현대아파트를 중심으로 압구정동 고소득층 주거지에 커다란 문화적 변화의 물결이 일었다. 고소득층 아파트의 상징이 된 압구정동 현대아파트는 30여 년이 흐른 지금도 국내에서 가장 비싼 아파트 가운데 하나다. 서울시의 한강변 정비 계획과 강변 아파트 촉진 계획에 따라 재건축 논의가 이루어지고 있으나 아직 구체적인 방안은 나오고 있지는 않다.

## 초고층 주상복합아파트의 등장
타워팰리스는 1999년에 착공하여 2004년에 모든 단지가 완공되고 같은 해에는 잠실의 주공 1, 2, 3, 4단지의 5층 아파트를 철거하고 20, 30층짜리 아파트를 건립하였다. 2006년 12월에는 4단지가, 2007년 8월에는 3단지가, 2008년 7월에는 2단지가, 2008년 9월에는 1단지가 입주를 시작한다. 2011년에 대한민국에서 가장 높은 아파트였던 해운대 두산위브더제니스가 완공되었고. 2015년에는 인천에서 가장 높은 아파트인 송도 아트윈 푸르지오가 완공되었다. 2020년 1월에는 대한민국에서 가장 높은 아파트인 해운대 엘시티 더샵이 완공되었다.

## 군인 아파트
군인아파트는 직업 군인들만 거주하는 아파트이다. 직업 군인이 군복무 기간 동안 거주할 수 있으며 전역하거나 사망하면 거주할 수 없다. 기혼의 직업 군인과 그들의 가족들이 거주하며 미혼의 직업 군인들은 독신자 간부숙소에 거주한다. 장군들은 그들과 그들의 가족들이 거주하는 별도의 관사가 제공된다. 대한민국 최초의 군인아파트는 1964년 당시 용산에 건설되었으며, 현재는 남산대림아파트와 이태원 주공아파트가 들어서 있다.

## 아파트 보존 및 고령화
국토교통부는 2015년까지 100년 주택인 장수명 아파트 인증제 도입을 추진한다고 보도했다. 유럽이나 미국의 경우, 100년된 주택을 쉽게 찾을 수 있지만 고도의 성장에 있어 40년 넘은 주택조차 찾기 어려운 것에 대한 조치이다. 2010년대 들어 서울특별시는 근현대 문물 보존 프로젝트인 서울미래유산의 일부 보존 대상으로 아파트 10군데를 후보로 지정하였다. 가장 오래된 충정아파트(1933), 동대문아파트 (1965)을 비롯해 정동아파트 (1965), 힐탑아파트 (1967), 회현제2시민아파트 (1970), 여의도시범아파트 (1971), 성요셉아파트 (1971), 서소문아파트 (1972), 반포본동아파트 (1973), 개포주공1단지아파트 (1981)가 선정되었으며 소유자의 동의를 받고 지정될 예정이다.

### 재건축
아파트 단지 차원에서 재건축을 한 최초의 사례는 1994년 재건축이 진행된 마포삼성아파트다. 마포삼성아파트의 재건축 이후 재건축이 다수 진행되면서 재건축에 관한 법률 분쟁이 폭발적으로 늘어났는데, 이에 위기의식을 느낀 대법원은 2008년 재건축이 진행된 인왕산아이파크를 둘러싼 사건을 계기로 재건축 관련 분쟁을 민사법원이 아닌 행정법원이 심리하도록 하는 판례변경을 2009년에 단행하였다. 현실적으로 대한민국의 아파트는 기술적, 경제적 사유로 인해 약 30년 마다 재건축을 하는 등 해외에 비해 재건축 주기가 잦은 것으로 알려져 있다. 기술적 측면에서는 바닥낭방을 위해 배관 등 설비를 외부로 노출시키지 않고 벽체 내부에 포함시켜 건설하는 점, 경제적 측면에서는 재건축을 통한 주택공급 증대 및 주거환경 개선 등이 이유로 거론된다. 다만 실제로 아파트를 사용할 수 있는 연한 자체는 내륙지역 기준으로 약 60년에 달하는 것으로 추정된다.

## 같이 보기
- 아파트